# Kirsty Wade
Kirsty Wade (née McDermott le 6 août 1962 à Girvan) est une athlète britannique, spécialiste des courses de demi-fond. 

## Biographie
Elle remporte sous les couleurs du Pays de Galles trois médailles d'or lors des Jeux du Commonwealth : sur 800 m en 1982 et 1986, et sur 1 500 m en 1986.
En 1985, elle se classe 6e des championnats d'Europe en salle 1985 et 3e de la Finale du Grand Prix. En 1986, elle termine 4e des championnats d'Europe en salle, 7e des Championnats d'Europe et 3e de la Finale du Grand Prix. En 1987, elle se classe 5e des championnats du monde en salle, 6e des championnats du monde et remporte le 1 500 m de la coupe d'Europe des nations. Elle termine 6e des championnats du monde 1991.

## Palmarès
| Date | Compétition                    | Lieu         | Résultat | Épreuve | Temps         |
| ---- | ------------------------------ | ------------ | -------- | ------- | ------------- |
| 1982 | Jeux du Commonwealth           | Brisbane     | 1re      | 800 m   | 2 min 01 s 31 |
| 1985 | Championnats d'Europe en salle | Le Pirée     | 6e       | 800 m   | 2 min 07 s 98 |
| 1985 | Finale du Grand Prix           | Rome         | 3e       | 800 m   | 2 min 00 s 23 |
| 1986 | Championnats d'Europe en salle | Madrid       | 4e       | 800 m   | 2 min 03 s 69 |
| 1986 | Championnats d'Europe          | Stuttgart    | 7e       | 1 500 m | 2 min 02 s 62 |
| 1986 | Jeux du Commonwealth           | Auckland     | 1re      | 800 m   | 2 min 00 s 94 |
| 1986 | Jeux du Commonwealth           | Auckland     | 1re      | 1 500 m | 4 min 10 s 91 |
| 1986 | Finale du Grand Prix           | Rome         | 3e       | 1 500 m | 4 min 03 s 74 |
| 1987 | Championnats du monde en salle | Indianapolis | 5e       | 1 500 m | 4 min 08 s 91 |
| 1987 | Coupe d'Europe des nations     | Prague       | 1re      | 1 500 m | 4 min 09 s 03 |
| 1987 | Championnats du monde          | Rome         | 6e       | 1 500 m | 4 min 01 s 41 |
| 1991 | Championnats du monde          | Tokyo        | 6e       | 1 500 m | 4 min 05 s 16 |

## Records
| Épreuve | Épreuve   | Performance   | Lieu      | Date             |
| ------- | --------- | ------------- | --------- | ---------------- |
| 800 m   | Plein air | 1 min 57 s 42 | Belfast   | 24 juin 1985     |
| 800 m   | Salle     | 2 min 2 s 20  | Cosford   | 9 février 1985   |
| 1 500 m | Plein air | 4 min 0 s 73  | Gateshead | 26 juillet 1987  |
| 1 500 m | Salle     | 2 min 38 s 95 | Stuttgart | 1er février 1987 |